# کنتون، شهرستان بارن، ویسکانسین
کنتون (به انگلیسی: Canton) یک منطقهٔ مسکونی در ایالات متحده آمریکا است که در Stanley واقع شده‌است. کنتون ۳۳۵٫۸۹ متر بالاتر از سطح دریا واقع شده‌است.